# Paradaemonia kadenii
Paradaemonia kadenii är en fjärilsart som beskrevs av Herrich-Schäffer 1855. Paradaemonia kadenii ingår i släktet Paradaemonia och familjen påfågelsspinnare. Inga underarter finns listade i Catalogue of Life.